# Peixe-cachimbo-de-Boyle
O peixe-cachimbo-de-boyle (Dunckerocampus boylei), é uma espécie de peixe-cachimbo nativo do Indo-Pacífico, a localidade tipo da espécie é Flic-en-Flac, em Maurício no Oceano Índico. Seu epiteto boylei, é uma homenagem ao fotógrafo de peixes subaquático Bill Boyle, que ajudou com fotos de exemplares vivos para a identificação e descrição da espécie.
É uma espécie nativa do Indo-Pacífico, podendo ser encontrado em Aliwal Shoal, na África do Sul para Maurício e Seychelles para o Mar Vermelho até as Filipinas e Indonésia.